# NGC 3695
NGC 3695 est une vaste et lointaine galaxie spirale barrée située dans la constellation de la Grande Ourse. NGC 3695 a été découverte par l'astronome irlandais Robert Stawell Ball en 1867. Cette galaxie a aussi été observée par l'astronome irlando-danois John Dreyer le 18 mars 1876 et elle a été inscrite au catalogue NGC sous la désignation NGC 3698.

## Caractéristiques
Sa vitesse par rapport au fond diffus cosmologique est de 10 626 ± 33 km/s, ce qui correspond à une distance de Hubble de 157 ± 11 Mpc (∼512 millions d'al).